# Thomas Butler (10e comte d'Ormonde)
Pour les articles homonymes, voir Thomas Butler et Butler.
Thomas Butler (en irlandais : Tomás Dubh de Buitléir, Iarla Urmhamhan; c. 1531- 1614), est un courtisan influent à Londres à la cour d'Élisabeth Ire. Il est Lord trésorier d'Irlande de 1559 à sa mort. Il combat pour la couronne dans le Rough Wooing, les Rébellions de Desmond et la Rébellion de Tyrone.

## Naissance et origines
Thomas est né vers février 1531. Il est le fils aîné de James Butler (en) et de sa femme Joan FitzGerald. Son père est le 9e comte d'Ormonde et chef de la dynastie Butler, une vieille famille anglaise qui descend de Theobald Walter, qui est nommé majordome en chef d'Irlande par le roi Henri II en 1177 . La mère de Thomas est une fille de James FitzGerald (10e comte de Desmond). Sa famille, les Geraldines, est également une vieille famille anglaise. Ses parents se marient vers 1520 .

## Jeunesse
Le jeune Thomas Butler est né en Irlande mais est envoyé à Londres en mai 1544  pour être élevé à la cour d'Angleterre où il adopte le langage, l'habillement et les manières anglaises, ainsi que la religion protestante .

### ÉlisabethIre
Le futur Lord Ormond et la future reine Elizabeth se rencontrent à Londres alors qu'ils sont enfants. Thomas, le « fils d'un comte irlandais » et Elizabeth, la « fille illégitime d'Henri VIII », partagent une expérience commune : aucun n'est bien traité par les autres jeunes nobles à la cour. Ils sont des cousins éloignés (4e) par sa mère, Anne Boleyn, dont la grand-mère paternelle, Lady Margaret Butler, est une fille du 7e comte. Elizabeth l'appelait son "mari noir".

### Succession du père
Le 28 octobre 1546, alors que Thomas a 15 ans, son père, le 9e comte d'Ormonde meurt à Londres après avoir été empoisonné lors d'un banquet à Ely House  probablement à l'instigation d'Anthony St Leger, qui est lord adjoint d'Irlande et un adversaire politique. Thomas Butler devient 10e comte d'Ormonde et 3e comte d'Ossory. Il devient pupille du roi.
Lord Ormonde est fait chevalier le 20 février 1547, au couronnement d’Édouard VI . Le 10 septembre 1547, pendant le Rough Wooing il sert à la bataille de Pinkie sous Edward Seymour (1er duc de Somerset) contre les Écossais . En 1554, pendant le règne de Mary, Ormond aide à réprimer la Rébellion de Wyatt .
Sa mère se remarie à Francis Bryan en 1548, puis à Gerald FitzGerald (15e comte de Desmond) en 1551 .
En 1554, son fils illégitime, Piers FitzThomas Butler de Duisk, est né. Il y a des rumeurs selon lesquelles Elizabeth est la mère . Le fils de Piers, Edward devient le 1er vicomte Galmoye.
Le 17 novembre 1558 Elizabeth succède à Marie en tant que reine d'Angleterre . Le 26 août 1559 Ormonde est nommé Lord Trésorier d'Irlande par la reine   ce qui le fait automatiquement conseiller privé d'Irlande .

## Premier mariage
Vers 1559, Ormond épouse sa première femme, Elizabeth Berkeley, fille de Thomas Berkeley, 6e baron Berkeley et d'Anne Savage . Elle est considérée comme une beauté à la cour. Cependant, le mariage n'est pas heureux et elle a des amants. Ils se séparent en 1564 sans avoir eu d'enfants, mais elle refuse le divorce. Elle meurt le 1er septembre 1582 à Bristol. Tant qu'Ormonde n'a pas d'héritier, selon la règle normale de succession, son frère cadet Edmund est son héritier présomptif.
Dans les années 1560, il construit l'extension du manoir Tudor au château d'Ormonde sur les rives de la rivière Suir à Carrick-on-Suir, dans le comté de Tipperary . Tout cela devait fournir à Elizabeth un palais convenable où séjourner lorsqu'elle voyage en Irlande. Elizabeth a prévu de lui rendre visite à deux reprises : une fois en 1602 (visite annulée par sa maladie) ; et encore en 1603. Elle est cependant décédée avant que la visite prévue puisse avoir lieu. On sait qu'Elizabeth appréciait les efforts de Thomas et qu'elle l'aimait beaucoup, comme avec tous ses cousins maternels. Thomas survit à Elizabeth de 11 ans.

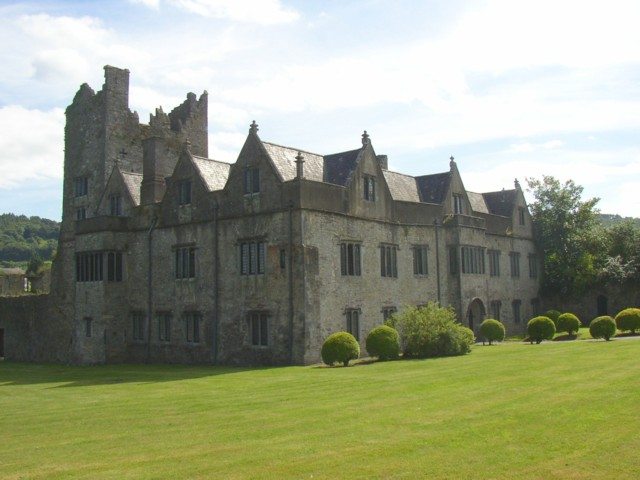
Château d'Ormonde à Carrick on Suir

## Rébellions de Desmond
Une grande partie de la vie d'Ormonde est consacrée à une féroce querelle avec ses ennemis héréditaires, les comtes de Desmond. Les Desmond sont les voisins des Ormondes des côtés ouest et sud. Malgré leur inimitié, ces deux familles se sont maintes fois mariées entre elles ; le dernier mariage de ce genre ayant été celui des parents d'Ormonde. Les rébellions de Desmond doivent également être vues dans le cadre plus large de la conquête de l'Irlande par les Tudor.
En 1560, l'intervention de sa mère permet une issue pacifique à une impasse à Bohermore (connue sous le nom de « la bataille qui n'a jamais eu lieu »). Cependant, seulement un peu plus d'un mois après sa mort le 2 janvier 1565,  le 8 février 1565, les deux parties s'affrontent à la bataille privée d'Affane, dans laquelle son mari Gerald FitzGerald (15e comte de Desmond) est fait prisonnier par la faction Ormonde  après que son fils Edmund lui ait tiré dans la hanche avec son pistolet . Les Lords Ormonde et Desmond sont convoqués à Londres et promettent de maintenir la paix.

### Première rébellion
La première rébellion Desmond (1569-1573) est lancée par James fitz Maurice FitzGerald, capitaine des forces de Desmond en l'absence du comte. Il est soutenu par de nombreux Irlandais du sud de l'Irlande mais aussi par certains des six frères d'Ormonde, notamment Edmund . La rébellion est dirigée contre Henry Sidney le Lord Adjoint d'Irlande. Ormond revient en Irlande en débarquant à Waterford en juillet 1569 . Ses frères se soumettent rapidement.
Cependant, Edmund, Edward et Piers sont déclarés hors la loi en avril 1570  par un acte du Parlement irlandais. Cela signifie qu'Edmund cesse d'être l'héritier présomptif d'Ormonde et que le frère suivant, John Butler de Kilcash, prend sa place. Cependant, pas pour longtemps car John meurt le 10 mai 1570. Le fils aîné de John, Walter, devient donc l'héritier présomptif. James fitz Maurice FitzGerald se rend le 23 février 1573 et Gerald suit en septembre mettant fin à la première rébellion de Desmond.
Lord Desmond est libéré vers 1573 et autorisé à retourner d'Angleterre en Irlande. James FitzMaurice FitzGerald part pour le continent.

### Deuxième rébellion
La deuxième rébellion Desmond (1579-1583) est déclenchée par le débarquement de James fitz Maurice FitzGerald à Dingle le 17 juin 1579 . Ormonde est nommé gouverneur de Munster et envoyé en Irlande.
Les deux rébellions ravagent le Munster pendant de nombreuses années. Ormonde est un protestant appartenant à l'Église d'Irlande  et a une grande influence auprès de la reine Élisabeth Ire et de ses ministres dans leurs efforts pour écraser les rebelles, bien qu'il ait été motivé autant par la rivalité entre factions avec la dynastie Desmond que par la religion. Il a le commandement de l'armée royale irlandaise chargée de la répression des rébellions.

## Deuxième mariage et enfants
A l'âge de 51 ans, libéré par la mort de sa première épouse le 1er septembre 1582, Ormond se remarie avec Elizabeth Sheffield le 9 novembre à Londres. Elle est la fille de John Sheffield, 2e baron Sheffield et Douglas, fille de William Howard (1er baron Howard d'Effingham).
Thomas et Elizabeth ont trois enfants :
1. Jean (1584-1589), mort jeune ; [25]
2. Elisabeth (avant 1593– 1628), épouse son cousin germain Theobald, fils du frère de Thomas Edmund, mais Theobald meurt sans enfant en 1613 ; elle se remarie à Richard Preston (1er comte de Desmond), et a une fille, Elizabeth Preston [26]
3. Thomas (avant 1601– 1606), mort jeune [27]

## Troisième mariage
Au printemps 1588, la reine fait d'Ormonde un chevalier de la Jarretière . Quand en été de cette année-là l'Armada espagnole menace l'Angleterre, il est avec elle à la revue des troupes à Tilbury où elle donne le discours patriotique à la troupe à Tilbury. Il a à cette occasion l'honneur de porter l'épée d'État devant elle .
En 1600, il aide à réprimer la rébellion de Tyrone. Entre avril 1600 et juin 1600, il est retenu captif par Owny MacRory O'More qui a envahi le Munster avec les forces irlandaises du Leinster.
La deuxième épouse d'Ormond meurt en novembre 1600 . En juin 1601, Ormonde, âgé de 70 ans, épouse sa troisième épouse, Helena Barry, fille de David de Barry (5e vicomte Buttevant) (en) . C'est son deuxième mariage, elle n'a pas d'enfant de son premier mari avec John Power.
Il est nommé vice-amiral de Leinster en 1602.
En 1613, son gendre Lord Tulleophelim meurt sans enfant dans la quarantaine . Un fils de Lord Thomond demande la main de sa veuve Elizabeth, mais le roi décide qu'elle devrait épouser Lord Dingwall, un de ses favoris écossais .
Le dixième Lord Ormonde meurt le 22 novembre 1614 . Comme le comte meurt sans descendance masculine légalement reconnue et que son frère cadet Edmund a été mis hors la loi, le comté revient dans la lignée masculine, à la branche cadette de Kilcash, qui descend du troisième frère John Butler de Kilcash et dont le représentant vivant est le fils de John, Walter.

## Sources
- Richard Bagwell, Ireland under the Stuarts and under the Interregnum, vol. 1, London, Longmans, Green, and Co., 1909 (OCLC 458582656, lire en ligne) – 1603 to 1642
- Bernard Burke, A Genealogical History of the Dormant, Abeyant, Forfeited and Extinct Peerages of the British Empire, London, Harrison, 1866 (OCLC 11501348, lire en ligne)
- Bernard Burke et Ashworth P. Burke, A Genealogical and Heraldic History of the Peerage and Baronetage, the Privy Council, Knightage and Companionage, London, Harrison, 1909 (OCLC 28297274, lire en ligne)
- Thomas Carte, The Life of James Duke of Ormond, vol. 1, Oxford, Oxford University Press, 1851 (1re éd. 1st pub. 1736) (OCLC 1086656347, lire en ligne) – 1613 to 1641
- George Edward Cokayne, Complete Peerage of England, Scotland, Ireland, Great Britain and the United Kingdom, Extant, Extinct, or Dormant, vol. 6, London, George Bell and Sons, 1895 (OCLC 1180818801, lire en ligne) – N to R (for Ormond)
- John Debrett, Peerage of the United Kingdom of Great Britain and Ireland, vol. 2, London, F. C. and J. Rivington, 1828 (OCLC 54499602, lire en ligne) – Scotland and Ireland
- Patrick Theobald Tower Butler, Baron Dunboyne, Butler Family History, Kilkenny, Rothe House, 1968 (lire en ligne)
- Handbook of British Chronology, London, 3rd, coll. « Royal Historical Society Guides and Handbooks, No. 2 », 1986 (ISBN 0-86193-106-8, lire en ligne) (for timeline)
- Graves, « Anonymous Account of the Early Life and Marriage of James, First Duke of Ormond », The Journal of the Kilkenny and South-East of Ireland Archaeological Society, new, vol. 4, no 2,‎ 1863, p. 276–292 (JSTOR 25502636, lire en ligne)
- Patrick Weston Joyce, A Concise History of Ireland from the Earliest Times to 1837, Dublin, 12th, 1903 (OCLC 815623752, lire en ligne)
- John Lodge, The Peerage of Ireland or, A Genealogical History of the Present Nobility of that Kingdom, vol. 4, Dublin, James Moore, 1789 (OCLC 264906028, lire en ligne) – Viscounts
- O'Mahany, « Royalty, Ruin and Restoration », Irish Arts Review, vol. 35, no 2,‎ 2018, p. 134–139 (JSTOR 44972030, lire en ligne) – Ormond Castle
- Alison Weir, Elizabeth the Queen, London, Pimlico, 1999 (ISBN 0-7126-7312-1, lire en ligne)